# 黄雷のガクトゥーン
『黄雷のガクトゥーン』（おうらいのガクトゥーン）は、2012年12月21日にライアーソフトより発売されたアダルトゲーム。本項では、2013年8月23日に発売された続篇『黄雷のガクトゥーン: シャイニングナイト -N'gha-Kthun:Shining Night-』についても扱う。

## 概要
現代とは異なる進歩を遂げた20世紀を舞台とし、ニコラ・テスラを主人公に据えたアドベンチャーゲーム。
本作の開発は『紫影のソナーニル Refrain』と並行で行われ、当初は全年齢版で制作する予定だった
シナリオライターである桜井光は、「『紫影のソナーニル』で負の感情を描き切ったため、『黄雷のガクトゥーン』は王道ヒーローものというシリーズ内の他作品とは異なる作風にし、見得切りは鋼屋ジンの作品を参考にした。」と語っている。
2016年4月16日には、MangaGamerよりSteam版が発売された。Steam版『屋上の百合霊さん』同様、本作のSteam版も無修正での配信となった。
続篇である『黄雷のガクトゥーン: シャイニングナイト -N'gha-Kthun:Shining Night-』はキャラクターたちの1年後の様子をオムニバス形式で描いたストーリーが多数収録され、マップ選択システムを採用している。

## あらすじ

### 黄雷のガクトゥーン 〜What a shining braves〜
蒸気機関の発達によって環境汚染が続く世界。
それでもなおマルセイユ洋上学園都市は、青春を謳歌する若者たちで満ちあふれていた。しかし、そんな輝きあふれるはずの学園は秘密結社・西インド会社に支配されており、国家の介入すら許さず、学生たちは卒業しない限り外の世界に出ることはできなかった。
1908年のある日、自称72歳の青年ニコラ・テスラがこの学園に転入し、西インド会社の下部組織である統治会『フラタニティ/ソロリティ』への反抗と学生全員を救うことを宣言した。

### 黄雷のガクトゥーン: シャイニングナイト -N'gha-Kthun:Shining Night-
ニコラ・テスラと西インド会社との戦いから数ヶ月。学園都市を影から支配していた理事長は倒れ、解放された学生たちは日々を謳歌していた。
そしてニコラ・テスラもまた、再び助手のネオン・スカラ・スミリヤとの暮らしを始めるのだった。
しかしニコラ・テスラは、学生たちは気づかない。自分たちを監視している視線があることを。

## 登場人物

### メインキャラクター
ニコラ・テスラ
声 - 古河徹人
主人公にしてヒーロー。マルセイユ洋上学園都市史上初の転校生で、統治会への反乱を宣言し、思弁的探偵部を設立した。ネオンを助手として同時にこき使っている。
性格は一言で言うと傲岸不遜。どんな事態にも態度を崩さない一方で悪党だろうが、自分を傷つけた相手であろうが救いを求められれば見捨てることはない。
電気系統の異能を持っており、戦闘時は自身の異能の力を増幅させる機械式のベルトとグローブを装着し、それと同時にマフラーを纏い白い詰め襟が軍服のような意匠に変化する。また、ベルト装着時には周囲に《電界の剣》という剣常の発光体を展開、さらに《電界の剣》に備えられた短針をベルトに挿入することで巨大な鎧《電気騎士(ナイト・オブ・サンダー)》を召喚できる。なお、これらの異能は学園に由来していない。また異能のほかにも極東武術を修めており彼はこれを『バリツ』と呼んでいる。
警察嫌いのためジャン=ジャックとは犬猿の仲。
彼の正体を知るものからは「世界の敵」と呼ばれている。
その正体は《無限導力（テスラコイル）》を発見し名を馳せた天才碩学《電気王》ニコラ・テスラその人。幼いころは《蒸気王》チャールズ・バベッジに学び、その後合衆国に渡り《雷電公》ベンジャミン・フランクリンに師事する。彼は電気エネルギーを普及させようとするが蒸気機関が発達したこの世界では受け入れられなかった。フランクリンから機械ベルトを受け継いだ後は世界中を旅して数々の犯罪組織をつぶして回り、多くの人々を助ける。その活躍は伝説の「白い男」として言い伝えられている。かつて西インド会社に所属していたが、組織を裏切り敵対したことで「大敵」「裏切り者」「狂気の雷電王」「ペルクナス」などと呼ばれている。
1902年12月23日、宿敵であるエジソン卿によるニューヨーク大消失を阻むためエジソンに挑むも敗北し幽閉される。牢獄の中で己の無力さにうなだれていたところに《夢渡る女神》に助けられ、彼女に自分が助けられなかった人々の100倍の人間を救うことを宣誓する。
20歳の時、第二の師であるフランクリンの実験の被検体となり新大陸の祖霊《雷の鳳》と接触し雷電を操る力を得た。つまり彼の操る雷電は科学ではなくお伽話の力である。無敵の力を得た彼だがお伽話を「幻想」として捨て去った文明社会においてお伽話の力を振るう彼は「いないはず」の存在であり、「世界の敵」と呼ばれるのはそのため。世界にありえざる存在である彼は彼を知る人の想いによってこの世界に繋がれているが、「いないはず」の存在である彼についての記憶はたった数年で消えてしまい、すべての人から忘れ去られたとき世界から消滅してしまう。
ライヒによってネオンは自らの元から去ってしまい、弱体化した状態で《黄金王》ローゼンクロイツと対峙する。ローゼンクロイツの最上位形態の圧倒的な力の前に一時は消滅しかかるが駆けつけてきたネオンによって復活しローゼンクロイツを倒す。
ネオン・スカラ・スミリヤ
声 - 一色ヒカル
もう一人の主人公にしてヒロイン。学園の機関物理学科1年生。その両眼は数年前から黄金瞳に変化している。
二級学生として虐げられていたところをテスラに銀貨30枚で買われるという形で助けられ、以来助手兼探偵部の部員としてテスラの命令を受けている。
元々は茶髪だったが、とある事情によりピンク色に染めている。
数年前に家族が皆殺しにされており、天涯孤独。髪を染めているのもそのことを思い出さないため。学園都市にやってきたのも家族が死んだ理由を知るためである。
幼いころはテスラの教え子の一人であり、彼に恋心を抱いていた。テスラがこの世界にとどまるため協力していたスミリヤの一族最後の一人。しかし、ローゼンクロイツに家族が皆殺しにされたショックでこのことは忘れている。
ライヒから家族が死んだのはテスラのせいだと聞かされテスラの元から逃げ出してしまうが、マクレガー・メイザースの問いかけと黄金瞳の力で幼いころの憧れを思い出しローゼンクロイツによって消滅しかかっていたテスラを復活させた。

### フラタニティ／ソロリティ
学園都市の統治会で、男子三名からなるフラタニティ、女子三名からなるソロリティの計六人から構成される。メンバー全てが強力な異能と戦闘能力を有し、片目が数年前からある事情で黄金瞳になっている。
実は全員がネオンの幼馴染でテスラの教え子たちである。理事長によって記憶を改竄されていたが、テスラとの戦いと黄金瞳の力によって思い出す。
ヴァルター・リッツ／閃光(フラッシュ)
声 - ますおかゆうじ
フラタニティのメンバーである3年生。普段は冷静沈着だが、「速度」に執心しており迅速な決断と行動を信条としている。
異能は「加速」。戦闘時も《銀の靴》というローラーダッシュつき機械式ブーツと併せた高速戦闘で敵を翻弄する。また、最新鋭の硯学式機関自動車を多数所有している。
更なる異能を得るためガクトゥーンの鐘の成長を推進している。
テスラとの戦いでは自身の異能と「単騎型超高速機関車輌オルトロス」を用いた超高速攻撃を行ったが、亜光速を誇るテスラに敗北した。全治半年の重傷を負ったが、テスラにリベンジするためベルタとの特訓に加え、休日の趣味である機関自動車運転を止めていないせいで傷が更に悪化した（バカンスでも傷だらけの立ち絵が存在する）。しかし、テスラに敗れた時、幼少時の記憶を完全に取り戻していた（しかし、それを明かしたのは終盤）。
コンラートの起こした騒動の最中ゾロと出会い、それ以降嫌々ながらも自警学生フラッシュとして活動している。
ベルタ・モリ・ヴィーゲルト
声 - 杉原茉莉
フラタニティのメンバーである2年生。
ドイツ帝国出身だが、武士道に傾倒しており、日本刀を常に持ち歩いている。剣の腕前は統治会一であり、戦闘時は日本刀をベースとした変形刀《レーヴァテイン》を操る。
異能は「人型機械の操作」。統治会によって運用される治安維持用の機械兵はベルタが操っている。
極東にいるとある男に復讐するため力を求めており、そのための異能を授けてくれるガクトゥーンの鐘の成長を推進している。
実は女性であり、本名はエリス・ベルタ・ヴィーゲルト。黄金瞳も元々は今は亡き双子の兄ルドルフの物である。ライヒにそそのかされる形で母と自分達を捨てた極東人の父への復讐を遂げるため、テスラを倒しガクトゥーンの鐘に捧げることで新たな異能を得ようとした。
テスラとの戦いでは、当初は異能を使わずに独学の剣術とヴァルターとテスラとの戦いを想定した特訓を重ねてきたことで善戦するも、彼が無刀術を修めていた事で逆転される。切り札である「巨大機関人形テュポーン」を繰り出し、彼の電気騎士と相対するが、テスラの説得によって復讐を思いとどまりテュポーンも砕かれた。
エミリー・デュ・シャトレ
声 - かわしまりの
ソロリティのメンバーである3年生。
シャトレ公爵家当主である彼女は、尊敬する曾祖母の名を継いでおり、常に貴族の務めをこなすために努力している。
異能は「計算」。超高度な演算を可能にし、様々な人間のあらゆる行動を予測できる。この力と自信が設計した弓《アルテミス》による狙撃戦を得意とする。
支配は人間の手で行うもの、という信念の持ち主であり、ガクトゥーンの鐘にはなんら興味を持ち合わせていない。
実は妾の子であり、幼いころは市井で過ごしていた。ルイ・シャルルはそのころの友達だったがお互いに親の道を継ぐため離れ離れになる。
中盤にてネオンと友人になった事で自身の信念が揺らぎ始めてしまい、そこをライヒに付け込まれる。自らの甘さを捨てるために想い人であったルイと情交し、迷いを断ち切った状態でニコラ・テスラと戦う。都市外縁部からの正確無比な計算と狙撃でテスラの電力を削ったが、想定以上の強さを持つ彼には通じなかった。焦った彼女はライヒの暗示に導かれるまま自らの最大の行使力である「超長距離射程攻撃機構アルテミス」を計算上53名の犠牲の上で使うことを決意する。しかし、号令の直前に現れたネオンの説得と、ルイの『状況全てを無視した本当の気持ち』を聴き、思い留まった。
ジョセフィン・マーチ
声 - 野月まひる
ソロリティのメンバーである2年生。
合衆国から来た明るい少女で、4人姉妹の次女。妹のエイミーとは数年前の出来事から関係がギクシャクしている。
異能は「肉体操作」。人間の体ならば自己・他人にかかわらず操る能力を持つが、自己強化にしか用いない。それでもなおその恵まれた身体能力から来る戦闘能力は圧巻の一言であり、機関斧《ヘパイトス》を手に多くの異能使いを打ち倒した。
ガクトゥーンの鐘には大して関心はなくフロレンスに一任している。
仲の良かったエイミーと関係を戻したいという思いと妹に対する怒りから思い悩んでいたが、ライヒの策略によって自分を殺してほしいというエイミーの言葉を聞いてしまう。妹に憎まれていると思い込んだ彼女だが妹を憎み切ることができず、逆に皆を幸せにする異能を得るためテスラに戦いを挑む。力及ばずテスラに敗れるが、やってきたエイミーと本音をぶつけ合うことで仲を修復した。
モデルは『若草物語』に登場する同名の人物。
フロレンス・アメギノ・ナイチンゲール　
声 - 桜川未央
ソロリティの主宰と欧州宗教研究会会長を務める神学科4年生。その頭脳とカリスマから『御前の女神』という二つ名を持つが、かつては『嵐の女神』という異名を持っていた。
異能は「諸神（アザー）使い」。光と影を操り諸神を使役し傷の治癒や身体能力の強化などを行う。
ガクトゥーンの鐘を成長させることには反対の立場をとっている。
テスラの正体を知る一人。ネオンを目にかけ、テスラの学園への転入を福音と称するなど思弁的探偵部には好意的。
ネオンの兄ライトと婚約者だった。統治界の中で唯一テスラとネオンのことを忘れていない。終盤動き出した理事長を止めるためクリッター・ウィル・オ・ウィスプを召喚して立ちふさがるが薔薇の視線によって砕かれる。彼女も殺されそうになるがテスラに助けられその場を無事離脱する。その後、消えつつあったテスラを復活させようと彼の元へ走るネオンを異能によってサポートする。
ウィルヘルム・ライヒ　
声 - 山本兼平
フラタニティの主宰である機関物理学科5年生。
東ガリチアの騎士の一族の出で、支配者の証である黄金（オルゴン）の力を求めている。統治会メンバーの中では学園の理事長と唯一つながりを有しており、統治会の実質的なリーダー。
異能は「騎士の剣」。剣状のものを持つことで超人的な能力を獲得する。
ガクトゥーンの鐘の成長を推進しており、そのために邪魔なテスラを排除せんと策を巡らせる。
統治会メンバーの悩みに付け込む形でテスラにぶつけるが倒せず、次にネオンとテスラを離間させることでテスラを弱体化させ追い詰めるが理事長の正体を告げたことによって本気を出したテスラに叩きのめされる。しかしこれらの活動は全て理事長の掌の上であった。

### 学園都市の生徒たち
イズミ
声 - 柚木サチ
ネオンの同級生の機関物理学科1年生。ネオンの友人。
猫耳カチューシャと胸元に着けた大きな鈴が特徴。緑色の髪は染めたもの(と周りに言っている)で、髪を染めた者同士のネオンと仲良くなった。
ネオンを気にかけており、ネオンとテスラが一緒に暮らしていることに心穏やかでない。
実はプセールという種族の血を引いておりカチューシャに見える猫耳も実は本物で尻尾もある。迫害を逃れるため渡ったロンドンでハワード・フィリップスが運営する孤児院に保護された後、学園都市に入学したが自分の素性はみんなには言い出せないでいる。
アルベール
声 - ますおかゆうじ
ネオンの同級生の機関物理学科1年生。ネオンの友人。
パリ出身故英語をうまく使えず、言葉を考えながら喋る癖がある。女性や子供には優しく、色男を自称しているが、騎士道精神にのっとっている。
対照的な性格を持つ第1先端科学部と第2先端科学部のほかに、変人たちの多い錬金的科学部の3つの部活を掛け持ちしており、ネオンに部の情報を伝える役割を果たしている。
アナベス・ウィリアム・マードックJr
声 - 榛名れん
機関工学科3年生であるフランス系カナダ人。ネオンの友人。
カナダの刑事の父を持ち情報屋を営んでいる、情報を得るため自転車で学園都市中を駆け巡るが単位はしっかり取得するなどそつない一面もある。
探偵部を設立したテスラに対抗心を燃やしているが情報収集に疎いテスラにとって重要な情報源であり、彼女にとってもお得意様という関係。
モデルとなった人物はモーリーン・ジェニングスの小説およびそのドラマ化作品である『マードック・ミステリー 〜刑事マードックの捜査ファイル〜』の主人公ウィリアム・マードック。
ルイ・シャルル
声 - 越雪光
第2文芸部に所属する史学科3年生。ネオンの友人。
ナポレオン3世の子孫だが、自らの血統に意味をなさないことを悟っており、大々的に自慢することもないが、隠しているわけでもない。
自他に対しても落ち着いた性格をもち、女子からの人気は高いが、異性との浮ついた話はない。
実は統治会の支配体制を覆さんと企む革命学生。統治会への反抗を宣言したテスラに興味を持ち彼に接触する。
ジャン＝ジャック
声 - どぶ六郎
風紀警察警備部主任衛視を務める4年生だが、10年間留年している男子学生。ネオンの友人。
風紀警察の古参であることから風紀のほとんどのメンバーは彼から世話なり薫陶なりを受けており上司のアンヌからも信頼されている。
アンヌ・ベアール
声 - 高井戸雫
風紀警察を束ねる上級保安官。5年生だが、3年生の時に一度留年した。その凜とした佇まいから風紀警察のみならず一般学生からも信望が厚い。
フロレンスと懇意にしており彼女のすすめで思弁的探偵部にテオドールによるテロの解決を依頼した。
まだ新米の頃に道化師の姿をした凶漢に襲撃されたことがあり、背中にその時の傷が残っている。
テオドール・リュパン
声 - 山本兼平
錬金的科学部に所属する機関工学科3年生。
それまでは機関いじりを好むおとなしい学生だったが、異能を得たことをきっかけに統治会に敵対し、テロを引き起こした。
線が細く体力も乏しいが、空間操作の異能により、どこからか持ってきた蒸気甲冑(パワードスーツ)を着用する。
テスラに叩きのめされた後は自分のしでかしたことの重大さに気づき反省し、テスラの言葉もあって風紀警察に自首した。
オディール・ツァン
声-柚木サチ
音楽科4年生で、天才的バイオリニスト。両親の死後は弟を女手一つで育ててきたが、口下手なため、対外的なことは弟に任せている。
エーリッヒ・ツァン
声-榛名れん
オディールの弟である、音楽科1年生の男子生徒。気弱な印象を受けるが、姉のバイオリンの才能をこよなく愛しており、彼女の演奏を馬鹿にする者を許さない。
オーギュスト・ロダン
声-小次狼
芸術学科2年生であるがっしりとした体格の男子学生。駆け出しの彫刻家で、フランスの芸術祭での入賞経験もある。朴念仁だが芸術に対しては真摯であり、研究のために初対面の人物には性別問わず全裸になるように求める。
ミリー・ミリアム
声-猫屋敷なつ
中級数学科1年生である女子生徒で、天才的な頭脳や異能はないが、ほんわかした性格から一部の男子生徒に好かれている。ロダンのことを尊敬しており、彼の作品のこととなると饒舌になる。
エイミー・マーチ
声 - 青葉りんご
ジョセフィンの妹である上級数学科1年生。無邪気だが、欲望に素直な性格でもある。ジョセフィンの婚約者である2年生セオドア・ローリーを奪って以来、真意を見せぬ姉に恐怖を抱いてきており、あるとき姉を殺そうと思いつく。

マクレガー・メイザース
声-小次狼
魔術師を名乗る西インド会社のエージェントで、この学園の3年生として潜入している。
能力は異能のほかにもアブラメリン数式と呼ばれる特殊な力を用いる。これらの力はテスラと同じく学園由来のものではない。
テスラの正体について知る一人。学園都市中央にあるディフの塔から思弁的探偵部と統治会の戦いを見守っている。
本名はマクシミリアン。統治会メンバーと同じくネオンの幼馴染でテスラの教え子の一人。ネオンに好意を抱き続けており、魔術師となったのも幼いころのネオンとの約束を果たすため。結社に身を投じた後、アブラメリン数式を習得し先代マクレガー・メイザースよりその名を受け継いだ。先代の計らいで経歴が改ざんされており、テスラの弟子であったことは知られずに済んだため統治会メンバーのように記憶を操作されていない。
今回の騒動にてニコラ・テスラが消滅した時の褒賞として彼女を受け取るとローゼン・クロイツと密約を交わしていたものの、向こうにその意思がないことを知り反逆。彼女がディフの塔にたどり着くまでの時間を稼いだ。事件後の消息は不明。

### 学園都市の教職員および関係者
キザイア・メースン
声 - 歌織
学園都市の教師である博物学者。分け隔てなく生徒に接するため、彼女を慕う者は多い。
実は《黒の王》と呼ばれる超常存在を崇める魔女で実年齢はテスラより上。テスラとは過去に因縁があり、彼から警戒されているが学生のためテスラに協力することもある。テスラの正体を知る一人。
統治会とは距離を置いているが、フロレンスとの個人的な付き合いはある。
エリック・サティ
声-越雪光
音楽科の教師を務める作曲家の男性。変人で、世界は音楽によって構成されていると考えている。
理事長
声優-？？？
マルセイユ洋上学園の責任者。自らは表に出ることはなく学園の運営は統治会に一任しているため一般学生は存在すら知らない。

### その他
ロボ
学園都市に住む野良犬。異能によって身体能力が強化されフロレンスの所までネオンを連れ去った。それ以降はネオンのもとをちょくちょく訪れるようになる。
かつて飢えて死にかけていたところを人間に飼われていた犬に助けられ、それをきっかけにその犬と夫婦となったが現在は死別している。
学生たちを「幼き者」とよび、彼なりの責任感から学生たちを見守っている。
薔薇
悩みを抱える学生たちの前に現れる謎の存在で、テスラたちの調査対象になる。
正体は学園都市の理事長であり、西インド会社の総帥代行《支配の薔薇》にして《黄金王》クリスチャン・ブロッケン・ローゼンクロイツ。ネオンの家族を皆殺しにした張本人。西インド会社の地位を不動のものとするため『結社基幹計画』を立ち上げる。そして自ら大敵ニコラ・テスラを倒すために五十年にも渡る準備を経て、彼を学園都市に誘い込んだ。普段はガクトゥーンの鐘に擬態し、学生たちに異能の力を与え実験を行っていた。結社の為ならばあらゆる犠牲を惜しまない（この性質は結社メンバーからも忌避されている）。
能力は視線を合わせるだけであらゆるものを分解し、光の粒子に変換する「薔薇の視線」。さらに切り札として「最上位形態（ウルターラトテップ）」を持つ。その異形の姿から本人は科学の力と言うが、テスラからはオカルトと切り捨てられた。学生たちが発現した異能の力とガクトゥーンの鐘に捧げられた生贄を取り込み強化されたその力は自らの領域を際限なく広げ、世界すら書き換えることすら可能にする。
終盤、ライヒが倒れたことで行動を開始する。立ちふさがったフロレンスを一蹴し学園都市の生徒全員を守るため現れたテスラと対峙する。最上位形態の圧倒的な力で電気騎士をものともせず、テスラを消滅寸前にまで追い込む。しかしテスラを完全に倒すことに固執するあまり、後々に有益になるであろう学園都市の人間を鏖殺しようとした結果マクレガーの反逆を招き、ネオンによるテスラの復活の隙を作ってしまった。

### ノベルアンソロジーおよびシャイニングナイトの登場人物
ジャン・アントワール・エミール・ファーブル
『幼虫夢寐』に登場。博物学の分野で多大な功績をあげたファーブル兄弟の兄。蛹のような仮面をかぶっている他、本来ならば卒業しているはずの年齢ながら異能の影響で年を取らず少年の姿を保っている。性格も姿相応に無邪気で落ち着きがない。
テスラにメーリアンの『新花図譜』の捜索を依頼する。
ポール・アンリ・ファーブル
『幼虫夢寐』に登場。博物学の分野で多大な功績をあげたファーブル兄弟の弟。奔放な兄と違い真面目な秀才で教師からの評価も高い。子供のような兄をたしなめる役を担っている。
マイク・ドーセット
『朧藍のムーンシャイン』に登場。1906年当時の風紀警察を仕切っていた上級保安官。ジャン・ジャックとアンヌに対し密造酒と授業欠席者の相関についての調査を命じた。
新米のころはミスを連発し「ドープ(まぬけ)」と呼ばれていた。そのころの自分を知っている古参のジャン・ジャックを嫌っている。
レイチェル・チャンドラー
『朧藍のムーンシャイン』に登場。第一報道部の新聞記者の傍ら情報屋を営んでいた女性。職業柄ジャン・ジャックとも懇意にしており、アナベスの情報屋としての師匠。アイルランド移民であり、暴力をふるう父から逃げ出した過去を持つ。
ジョージ・クラレンス・モラン
『朧藍のムーンシャイン』に登場。当時落第街で急速に勢力を伸ばしていた違法学生団バグズモラン一家の首領。アイルランド移民の貧困層に生まれ、生きるために犯罪に手を染めその後ギャング団入りした。
ギャングとして活動していた所をとある組織に目をつけられ、ほとぼりが冷めるまでということで学園都市にやってきた。しかし敵対組織の罠で所属していたギャング団は壊滅、自分の居場所を失い絶望していたところに異能《月光の雫(ムーンシャイン)》が発現した。
モーリス・ルブラン
『朱紅きプレリュード』に登場。学園都市のOBで第三報道部の元編集長。報道系クラブの吹き溜まりだった第三報道部を噂やスキャンダルをすっぱ抜く娯楽誌として生まれ変わらせた人物。
道化師に襲われたアンヌにインタビューを行ったことをきっかけにアンヌと親しくなった。
ジャン・ダスプリー
『朱紅きプレリュード』に登場。モーリス・ルブランの友人で彼と共に第三報道部を生まれ変わらせた人物。口を開けば軽口を叩くつかみどころのない青年。耳が早く学園の様々な事情に精通していた。また、教師のキザイアとも関係を持っている。
1905年当時の学園都市を騒がせていた《五十三人委員会》騒動の仕掛け人。正体がばれた後は学園都市から姿を消し行方をくらませる。その後彼は学園都市初の退学処分となった。
ラフカディオ・ハーン
『朱紅きプレリュード』に登場。当時のフラタニティ主宰。《一眼英雄(サイクロップス)》の二つ名を持ち眼帯の下から緑の光を展開し巨大な腕とする異能《妖精の腕(スプリガン)》を持つ。
《五十三人委員会》騒動に関わっていたジャン・ダスプリーを捕えるものの逃亡を許してしまい、自分たちの後をライヒとフロレンスに託し責任を取って統治会を辞任した。
アメリア・イヤハート
『朱紅きプレリュード』に登場。当時のソロリティ主宰。《大天使(アークエンジェル)》の二つ名を持つ。名称は不明だが6枚の羽根を展開し浮遊や敵の拘束を行える異能を有する。
ジャン・ダスプリーを逃がした後、ラフカディオ、ゴーギャンと共に統治会を辞任した。
ポール・ゴーギャン
『朱紅きプレリュード』に登場。当時の統治会メンバー。《野獣(ビースト)》という二つ名で呼ばれていた。筋骨隆々の大男だが絵描き。異能は不明。
ジャン・ダスプリーを逃がした後、ラフカディオ、アメリアと共に統治会を辞任した。
ダグラス・フェアバンクス／Z(ゾロ)
声優-小次郎
『What a shining league』、『欺瞞の竜』、『シャイニングナイト』に登場。哲学科2年生で映画を撮影している第七芸術部の快男児と呼ばれる花形俳優。その華々しい活躍と裕福な家の出ということもあって女性とのうわさが絶えない。
実は1902年に300万の人の命と共に消し飛んだ《NY大消失》唯一の生き残り。生き残った彼は蒸気機関文明を憎む秘密結社《崑央(クンヤン)》に拾われ忍法を身に着けるが自らの正義のため組織を離反、学園都市にやってきた所にオーギュスティーヌのスカウトを受け学園都市に蔓延る悪と戦う自警学生ゾロとなる。
コンラートの巻き起こした騒動の最中、出会ったヴァルターに強化装甲服を押しつけ自警学生にスカウトする。
オーギュスティーヌ・デュパン
声優-桜川未央
『What a shining league』、『欺瞞の竜』、『シャイニングナイト』に登場。学園都市地下にある岩窟(ケイブ)を根城にしている少女。学園都市の悪を暴くためやってきた。
明晰な頭脳を持つが身体能力が低いため助手を募集しており、やってきたダグラスをスカウトし強化装甲服を渡した。
学園都市にやってくる以前にテスラと共闘したことがある。
チェーザレ／コンラート・ファイト
『What a shining league』に登場。二級学生の間で生まれた子供《ガクトゥーンの落とし子(スポーンオブガクトゥーン)》。
永らく存在を公認されなかった二級学生の両親と同じく、「いないはず」の彼もまた非人道的な実験の披検体にされた挙句、ガクトゥーンの鐘の生贄にされてしまう。しかし、薔薇に力をもらったことをきっかけにコンラート・ファイトを名乗り学園都市に「恩返し」をするため騒動を巻き起こす。
異能はガクトゥーンの鐘への強制介入(ハッキング)。鐘に干渉することでガクトゥーンの鐘由来の異能の制御を狂わせる能力。
アントワーヌ・ド・サン=テグジュペリ／星の王子様
『What a shining league』、『シャイニングナイト』に登場。違う星から学園都市にやってきた宇宙人。コンラートの巻き起こした騒動の最中、自らの故郷を滅ぼしたものと同じ気配を感じとりゾロと共闘する。
その後テスラに次ぐ二人目の転校生として学園に在住している。
？？？／猫夫人(シャダム・ココ)
声優-かわしまりの
『What a shining league』、『欺瞞の竜』、『シャイニングナイト』に登場。猫を模した衣装に身を包んだ自警学生。神出鬼没で正体不明。気まぐれな性格だがゾロを気に入り彼に力を貸す。
鋼鉄トカゲ／ジャバウォック
『欺瞞の竜』、『シャイニングナイト』で登場。学園都市に新たに敷設されたウォレス情報網と学園都市に存在した噂が結びつき生まれた怪物。
ネットワーク内に侵入してきたテスラとネオンに対し生き残るため襲いかかるもジャバウォックの意思に気づいたネオンの協力により現実世界での形を得た。
その後は思弁的探偵部のペットとしてネオンに飼われることに。テスラとは仲が悪くしょっちゅう喧嘩している。
憤怒王（ロード・オブ・ラス）
声優-？？？
『シャイニングナイト』に登場。マルセイユ洋上学園都市の沖に突如として現れた島に潜む存在。テスラにすら気づかれずに学園都市を見守っている。

## 用語
マルセイユ洋上学園都市
1850年に設立されて以来、フランスのマルセイユ湾に浮かび、学園都市としての機能を持つ人工島。生活に関わるインフラや経済活動も学生たちが担っており、疑似社会を形成している。
世界中から見込みある人材を集め、優秀な成績を治めさせて世界に貢献させてきた。
学園内での公用語は英語。
実は10万の学生全てにとある共通点がある。
西インド会社
欧州の暗部を支配する秘密結社。欧州の犯罪のほとんどはこの組織が糸を引いているといわれている一大犯罪シンジケートであり、またその一方で科学者を統括する《碩学協会》としての顔を持ち科学分野にも影響力を持つ。
マルセイユ洋上学園都市は実質的に西インド会社によって管理されているため欧州各国すら手を出せない状態にある。
ガクトゥーンの鐘
学園に福音をもたらすと呼ばれる鐘。学生たちに異能を授け、異能を授けられたものはガクトゥーンの鐘に祝福された者と呼ばれる。
願いと生贄をささげることで鐘は成長を行い、統治会は成長させた鐘から更なる異能を授かることを歴代の悲願としている。
物語冒頭でテスラに破壊されたはずだがどういう訳か再生を果たし、テスラと統治会の戦いの際に祝福するように鳴り響く。
その実態は人間の脳と共鳴し、現象数式と呼ばれる力を限定的ながら授けることを可能にする演算機械。
異能（アート）
ガクトゥーンの鐘に授けられる超常の力。発現する力は個々によって異なるが共通するのは物理をはじめた様々な法則を無視しているということ。異能に目覚めた者は「異能使い(アートつかい)」、「異能学生(アートがくせい)」または「誓約者(カヴェナンター)」と呼ばれる。
明らかに常軌を逸した力であるものの、学生たちのほとんどはそのことについて疑問を抱くことはない。
マンデイン
異能を持たない一般学生の呼称。
革命学生
異能の力に疑問を抱き、学園都市の体制を変革せんとする学生たちの総称。
違反学生(イリーガル)
校則に反する行為を行う学生たちの通称。落第街とよばれる地区を根城にご禁制の酒や煙草の密輸や店舗の深夜経営を行うことによって利益を得ている。これらの行為には二級学生を利用しており学園都市の治安を乱している。
歴代統治会や風紀警察による摘発が続けられているが根本的な解決には至っていない。
二級学生
学園都市に違法に入学してきた非公式の学生。そのため利用できる施設の制限、留年したものに対する救済措置が受けられないなど様々な問題を抱えており、さらに違反学生による違法な労働に扱き使われている。
永らく存在が認められていなかったがテスラと統治会の尽力により違反学生からの解放と正規の学生としての待遇を受けられるようになった。
怪学生(ヴィラン)
1908年から増加した異能を使った犯罪者。独特のコスチュームを身に纏い活動を行う。違反学生のように計画的かつ組織だった活動は無いものの異能を使った犯罪は風紀警察を悩ませている。
自警学生(ヴィジランテ)
怪学生の増加に伴い現れた学生。怪学生に対抗し一般学生と学園の秩序を守るために活動している。
今までは個々で活動していたがコンラートが引き起こした事件以来自警学生で同盟を結成した。メンバーは《鋼鉄の男》ニコラ・テスラ、《ゾロ》ダグラス・フェアバンクス、オーギュスティーヌ・デュパン、《星の王子様》サン＝テグジュペリ、《猫婦人》、《フラッシュ》ヴァルター・リッツ。
硯学式機関自動車
通称ガーニー。蒸気機関を動力にした自動車。一部の国では普及がはじまっているものの一般人にはまだ高価な代物。
ウォレス情報網
科学者アルフレッド・ウォレスの研究から生まれた情報ネットワークシステム。規格化された情報網によって瞬時に情報のやりとりができる。平たくいってしまえばこの世界のインターネット。
既に先進国の都市では敷設が進められており、黄雷のガクトゥーン本編終了後の1909年4月にフランス政府の要求でマルセイユ洋上学園都市にも敷設された。

## スタッフ
- 原画・キャラクターデザイン - 千枚葉、Lem（SD原画）、秋月亮（憤怒王デザイン）
- 総監督・企画・シナリオ - 桜井光
- 音楽 - Blueberry & Yogurt、マッツミュージックスタジオ
- OP・EDボーカル：Rita

## 関連商品
漫画
- 黄雷のガクトゥーン
  - 著：J・ターナー
  - COMICジャルダン連載、実業之日本社〈ジャルダンコミックス〉
    - 第1巻 - 2025年3月21日発売、ISBN 978-4408641720

小説
- 黄雷のガクトゥーン ノベルアンソロジー
  - 収録話 - 『What a shining league』、『朱紅きプレリュード』、『朧藍のムーンシャイン』、『幼虫夢寐』、『欺瞞の竜』
  - 著 - 鋼屋ジン、森瀬繚、禾刀郷、加納京太、桜井光
  - 挿絵 - Lem、文倉十、霧生実奈、東麻姫、千枚葉
  - 2013年2月27日発売、ライアーソフト、BOK-9332

ドラマCD
- 黄雷のガクトゥーン ドラマCD「間違いの悲劇〜Tragedy of Errores〜」
  - 2013年5月8日発売、ライアーソフト